# 天津意租界道路列表

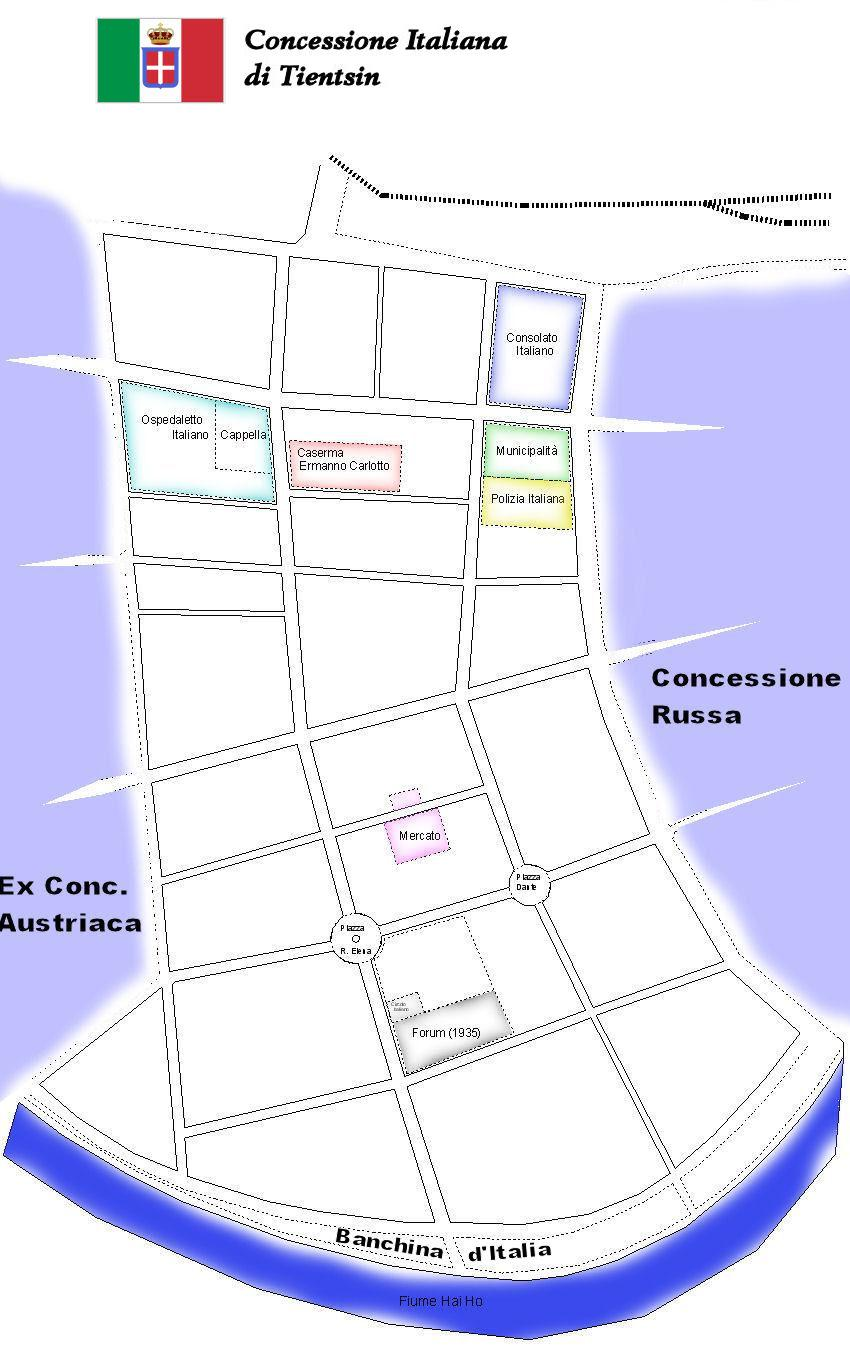
原天津意租界道路图

天津意租界道路列表例举了原天津意租界界内的所有道路。

## 历史

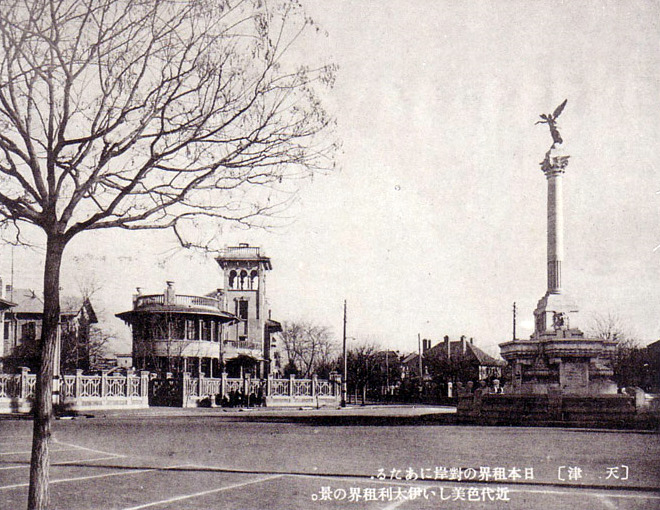
天津意租界马可波罗广场

1902年6月7日，天津海关道唐绍仪与新任意大利驻华公使嗄里纳签订了《天津意国租界章程合同》并在海河左岸的天津俄租界与天津奥租界之间划定了天津意租界，而天津意租界的道路开发得益于意大利首任驻天津领事费洛梯（FILETE）上尉，他到任以后，首先利用海河清淤的废土垫平沼泽和洼地，之后，他又对租界进行了认真详细的勘测和规划并展开全面的建设。1914年，作为天津第一个使用沥青铺路的人，费洛梯与纽约美孚公司合作，将天津意租界伊曼纽尔三世路（Corso Vittorio Emanuele）又称“大马路”（今建国道）建成天津第一条柏油马路，随即，他又在天津意租界内的其他路面进行推广，陆续将各条道路均建成柏油路面。当其他天津租界还在制定修建沥青道路的计划时，天津意租界的沥青铺路工程已经基本完工，从而使天津意租界成为最先拥有天津灰尘最少和最平坦的道路网的租界和最先将所有道路修成高级路面的租界。

## 分布特点
天津意租界的道路基本上能分成“三纵七横”，“三纵”自西向东依次指的里雅斯德道（今胜利路）、西马路（今民族路）和东马路（今民生路）。“七横”自北向南依次指大马路（今建国道）、营盘小马路（今光明道）、二马路（今民主道）、三马路（今进步道）、四马路（今光复道）、五马路（今自由道）、六马路（今博爱道）。

## 道路列表
| 當時路名                | 意大利語名稱                 | 現時路名     | 现时路段                                                         |
| 伊曼纽尔三世路 大马路   | Corso Vittorio Emanuele      | 建国道       | 胜利路至五经路                                                   |
| 文森索罗西道 二马路     | Via Vincenzo Rossi           | 民主道       | 胜利路至五经路                                                   |
| 埃马诺卡洛托道 三马路   | Via Ermanno Carlotto         | 进步道       | 胜利路至五经路                                                   |
| 康特伽利娜道 四马路     | Via Conte Gallina            | 光复道       | 胜利路至民生路                                                   |
| 五马路                  | Via Conte Galeazzo Ciana     | 自由道       | 胜利路至五经路                                                   |
| 栅栏路                  | Via Zara                     | 自由道       | 胜利路至海河东路                                                 |
| 桑朱利亚诺侯爵道 六马路 | Via Marchese di San Giuliano | 博爱道       | 胜利路至五经路                                                   |
| 意中交界路              | Via Fiume                    | 兴隆街       | 胜利路至五经路                                                   |
| 营盘小马路              | Via Matteo Ricci             | 光明道       | 民族路至民生路                                                   |
| 的里雅斯德道 意奥交界路 | Via Trieste                  | 胜利路       | 兴隆街至北安桥                                                   |
| 马可波罗路 北西马路     | Via Marco Polo               | 民族路       | 兴隆街至马可波罗广场，现建国道至兴隆街段已不存在。               |
| 雷希那埃伦娜路 西圆圈   | Piazza Regina Elena          | 马可波罗广场 | 环行道路                                                         |
| 罗马路 南西马路         | Via Roma                     | 民族路       | 马可波罗广场至海河东路，现海河东路至海河边段已不存在。           |
| 小马路                  | Via Tripoli                  | 民权路       | 兴隆街至建国道                                                   |
| 乌第纳亲王道 北东马路   | Via Principe di Udine        | 民生路       | 兴隆街至但丁广场                                                 |
| 东圆圈                  | Piazza Littorio              | 但丁广场     | 环行道路                                                         |
| 佛罗伦萨道 南东马路     | Via Firenze                  | 民生路       | 但丁广场至海河东路，现海河东路至海河边段已不存在。               |
| 意俄交界路              | Via Trento                   | 五经路       | 兴隆街至海河东路，现建国道至兴隆街段已不存在。                   |
| 河沿路                  | Via Banchia d'Italia         | 海河东路     | 自由道至五经路，现为海河中心广场公园和天津海河音乐公园内部道路。 |

## 内部链接
- 天津英租界道路列表
- 天津法租界道路列表
- 天津日租界道路列表

## 延伸閱讀
- （英文）O.D.Rasmussen. . 天津: 天津印字馆（1925）.
- （中文）费成康. . 上海: 上海社会科学院出版社. 1992年. ISBN 7-80515649-2.